# Toko
Toko è un comune (municipio in spagnolo) della Bolivia nella provincia di Germán Jordán (dipartimento di Cochabamba) con 6.255 abitanti (dato 2010).

## Cantoni
Il comune è formato dall'unico cantone omonimo.